# A tűzben edzett férfi
A tűzben edzett férfi (eredeti címén Man on Fire) 2004-ben bemutatott amerikai akciófilm, thriller Tony Scott rendezésében, Denzel Washington főszereplésével.

## Cselekmény
John Creasy (Denzel Washington) egykori CIA-ügynök. Barátja tanácsára elvállal egy testőri feladatot Mexikóban: Samuel Ramos (Marc Anthony) iparmágnás gyermekét, a kilencéves Lupitát (Dakota Fanning) kell védelmeznie, az országot sújtó gyermekrablási hullám közepette. Védencével sikerül összebarátkoznia, de Lupitát később a férfi minden igyekezete ellenére elrabolják (maga Creasy is súlyos sérüléseket szenved) és a rendőrség egy kudarcot vallott akció után reménytelennek tartja a kislány megmentését. A lány édesanyja, Lisa (Radha Mitchell) megbízik Creasyben és kislánya kiszabadítását kéri tőle.

## Szereplők
| Szerep                                              | Színész               | Magyar hang          |
| --------------------------------------------------- | --------------------- | -------------------- |
| Creasy                                              | Denzel Washington     | Galambos Péter       |
| Pita                                                | Dakota Fanning        | Talmács Márta        |
| Samuel                                              | Marc Anthony          | Kossuth Gábor        |
| Lisa                                                | Radha Mitchell        | Ruttkay Laura        |
| Rayburn                                             | Christopher Walken    | Sörös Sándor         |
| Manzano                                             | Giancarlo Giannini    | Uri István           |
| Mariana                                             | Rachel Ticotin        | Molnár Zsuzsa        |
| Fuentes                                             | Jesús Ochoa           | Kárpáti Tibor        |
| Jordan                                              | Mickey Rourke         | Gyabronka József     |
| Anna nővér                                          | Angelina Peláez       | Hirling Judit        |
| Daniel Sanchez                                      | Gustavo Sánchez Parra | Csík Csaba Krisztián |
| További magyar hangok: Kapácsy Miklós, Csuha Lajos. |                       |                      |

## Fogadtatás
A film kritikailag többnyire pozitív értékeléseket kapott. 70 millió dollárba került és a világon kb. 130 millió dollárt hozott.

## Fordítás
- Ez a szócikk részben vagy egészben  a   Man on Fire (2004 film) című angol Wikipédia-szócikk fordításán alapul.  Az eredeti cikk szerkesztőit annak laptörténete sorolja fel. Ez a jelzés csupán a megfogalmazás eredetét és a szerzői jogokat jelzi, nem szolgál a cikkben szereplő információk forrásmegjelöléseként.